# Sergio Gustavo Luque
Sergio Gustavo Luque (n. el 17 de junio de 1975 en San Martín) futbolista argentino. Juega de lateral/zaguero.
Sergio Luque retorno a Colegiales, tras el ascenso obtenido en el 2008. Es una parte fundamental del equipo, reconocido por su carácter, entrega y buen pie.
En 2013 se retira de la actividad futbolística.
En 2014 comienza su carrera como entrenador de divisiones inferiores, dirigiendo la 8ª del Deportivo Morón, bajo la coordinación de Alejandro Méndez.
En 2015 Salvador "El Gato" Daniele, lo convoca como Técnico Alterno del plantel profesional del Club Barracas Central, en la primera "B" metropolitana, de Argentina.

## Clubes
| Club                                        | País      | Año        |
| ------------------------------------------- | --------- | ---------- |
| Argentinos Juniors                          | Argentina | 1995-2001  |
| Atlético Mexiquense                         | México    | 1998-1999  |
| Club Atlético Colegiales                    | Argentina | 2002-2004  |
| Club Deportivo Morón                        | Argentina | 2004-2008  |
| Club Atlético Colegiales                    | Argentina | 2008- 2010 |
| Club Deportivo Armenio                      | Argentina | 2010-2011  |
| Club Atlético Mercado Central - Sacachispas | Argentina | 2011-2013  |

- Datos: Q6125469